# Jacinto Oliver de Botaller
Jacinto Oliver de Botaller y Zaragoza (1671, Tortosa - c.1748, Barcelona), marqués de Oliver, fue un aristócrata y político español partidario de la Casa de Austria durante la Guerra de Sucesión Española. En 1713 fue uno de los cabecillas de la Campaña de Cataluña (1713-1714) e inspector general del ejército de los Tres Comunes. 
Partidario del archiduque Carlos de Austria, participó en las Cortes de Cataluña de 1705 y al año siguiente fue nombrado vizconde de Oliver. En 1713 participó en la Junta General de Brazos que declaró la guerra contra Felipe V y contra  Francia. En 1714 fue nombrado inspector general del ejército de los Tres Comunes de Cataluña en sustitución de Ramón de Rodolat, destituido por intentar un golpe de Estado contra Rafael Casanova. Acompañaba a éste durante el contraataque del 11 de setiembre de 1714 y cuando Rafael Casanova cayó abatido de un balazo el vizconde de Oliver recogió la bandera de Santa Eulalia. Fue llamado a la reunión de los Tres Comunes de Cataluña acaecída a las dos de la tarde para tratar sobre una posible capitulación y al día siguiente, 12 de setiembre fue uno de los dos comisionados enviados al campo borbónico para negociar con el duque de Berwick los términos de la capitulación de Barcelona. Embargados sus bienes y títulos, en 1715 se exilió a Viena donde Carlos de Austria le nombró marqués de Oliver y le asignó una pensión de 3.000 florines anuales. Tras el Tratado de Viena (1725) regresó a Barcelona donde murió en 1748.